# Absinthe (film, 1914)
Pour plus de détails, voir Fiche technique et Distribution.
Pour les articles homonymes, voir Absinthe.
Absinthe est un film américain réalisé par Herbert Brenon et George Edwardes-Hall, sorti en 1914.
Il s'agit du premier film américain réalisé en France.

## Fiche technique
- Titre original : Absinthe
- Titre français : Absinthe

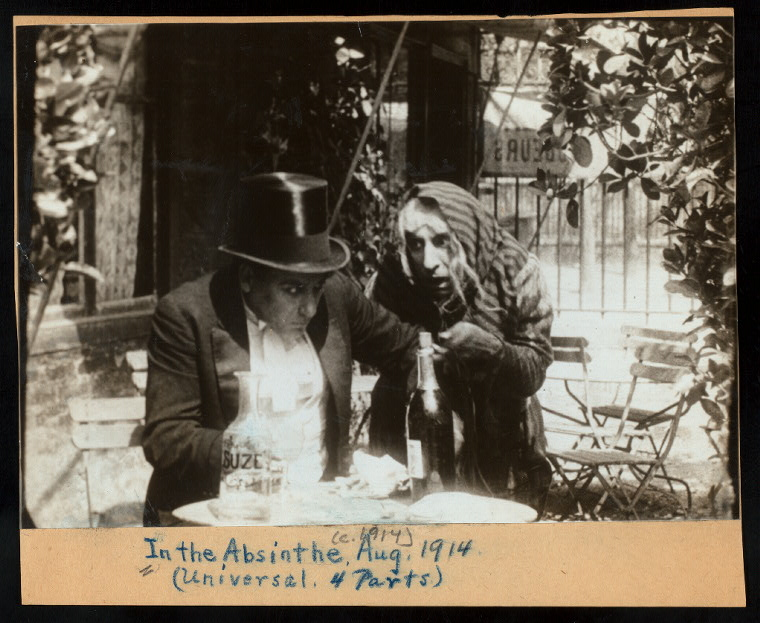
Photographie extraite du film.

- Réalisation : Herbert Brenon et George Edwardes-Hall
- Scénario : Herbert Brenon
- Directeur de la photographie : William C. Thompson
- Production : Herbert Brenon
- Société de production : Independent Moving Pictures Co. of America (IMP)
- Pays de production :  États-Unis
- Langue : Anglais
- Format : 1,33:1, Noir et blanc, film muet
- Date de sortie :
  - États-Unis : 22 janvier 1914

## Distribution
- King Baggot : Jean Dumas
- Leah Baird : Madame Dumas